# Ла-Фере
Ла-Фере́ (фр. La Férée) — коммуна во Франции, находится в регионе Шампань — Арденны. Департамент — Арденны. Входит в состав кантона Рюминьи. Округ коммуны — Шарлевиль-Мезьер.
Код INSEE коммуны — 08167.
Коммуна расположена приблизительно в 175 км к северо-востоку от Парижа, в 90 км севернее Шалон-ан-Шампани, в 30 км к западу от Шарлевиль-Мезьера.

## Население
Население коммуны на 2008 год составляло 82 человека.
| 1962 | 1968 | 1975 | 1982 | 1990 | 1999 | 2008 |
| ---- | ---- | ---- | ---- | ---- | ---- | ---- |
| 150  | 164  | 124  | 99   | 82   | 71   | 82   |

## Администрация
| Период | Период | Фамилия          | Партия | Должность |
| ------ | ------ | ---------------- | ------ | --------- |
| 1989   | 2008   | Рене Дюпон       |        |           |
| 2008   |        | Жан-Мишель Прово |        |           |

## Экономика
В 2007 году среди 47 человек в трудоспособном возрасте (15—64 лет) 33 были экономически активными, 14 — неактивными (показатель активности — 70,2 %, в 1999 году было 65,0 %). Из 33 активных работали 29 человек (17 мужчин и 12 женщин), безработных было 4 (2 мужчин и 2 женщины). Среди 14 неактивных 3 человека были учениками или студентами, 7 — пенсионерами, 4 были неактивными по другим причинам.

## Фотогалерея

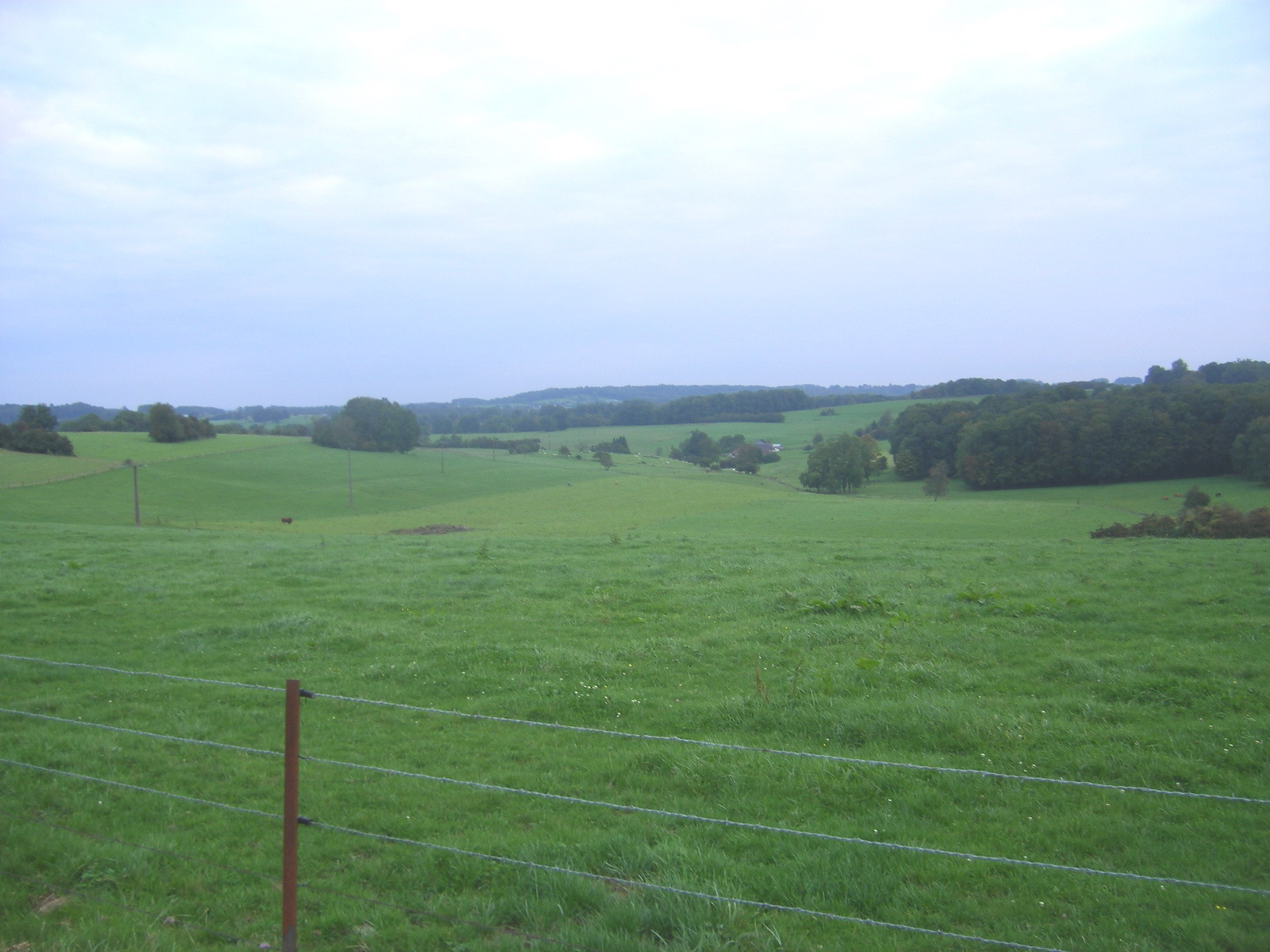
Ландшафт между Бланшфос-э-Бе и Ла-Фере
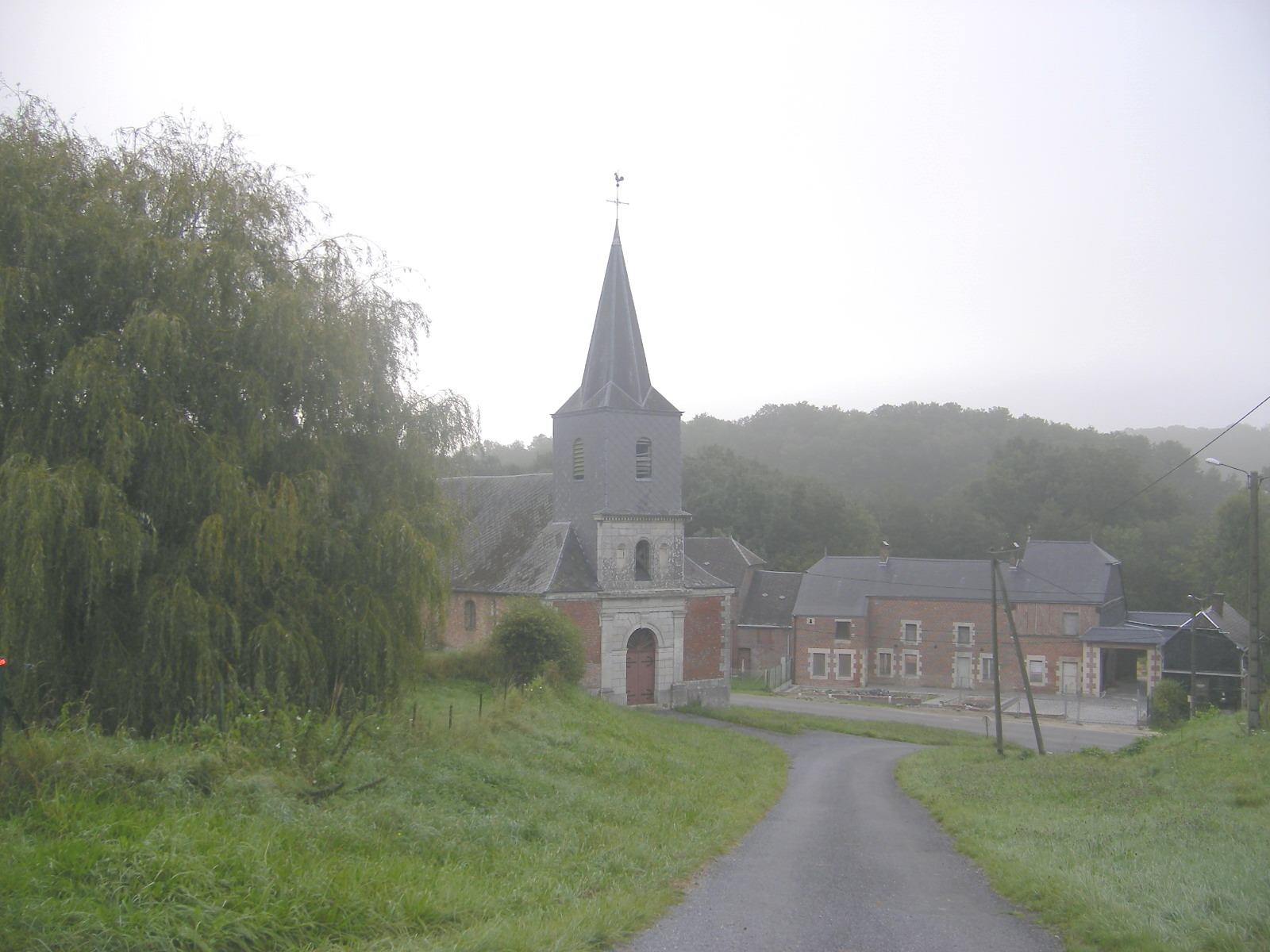
Церковь
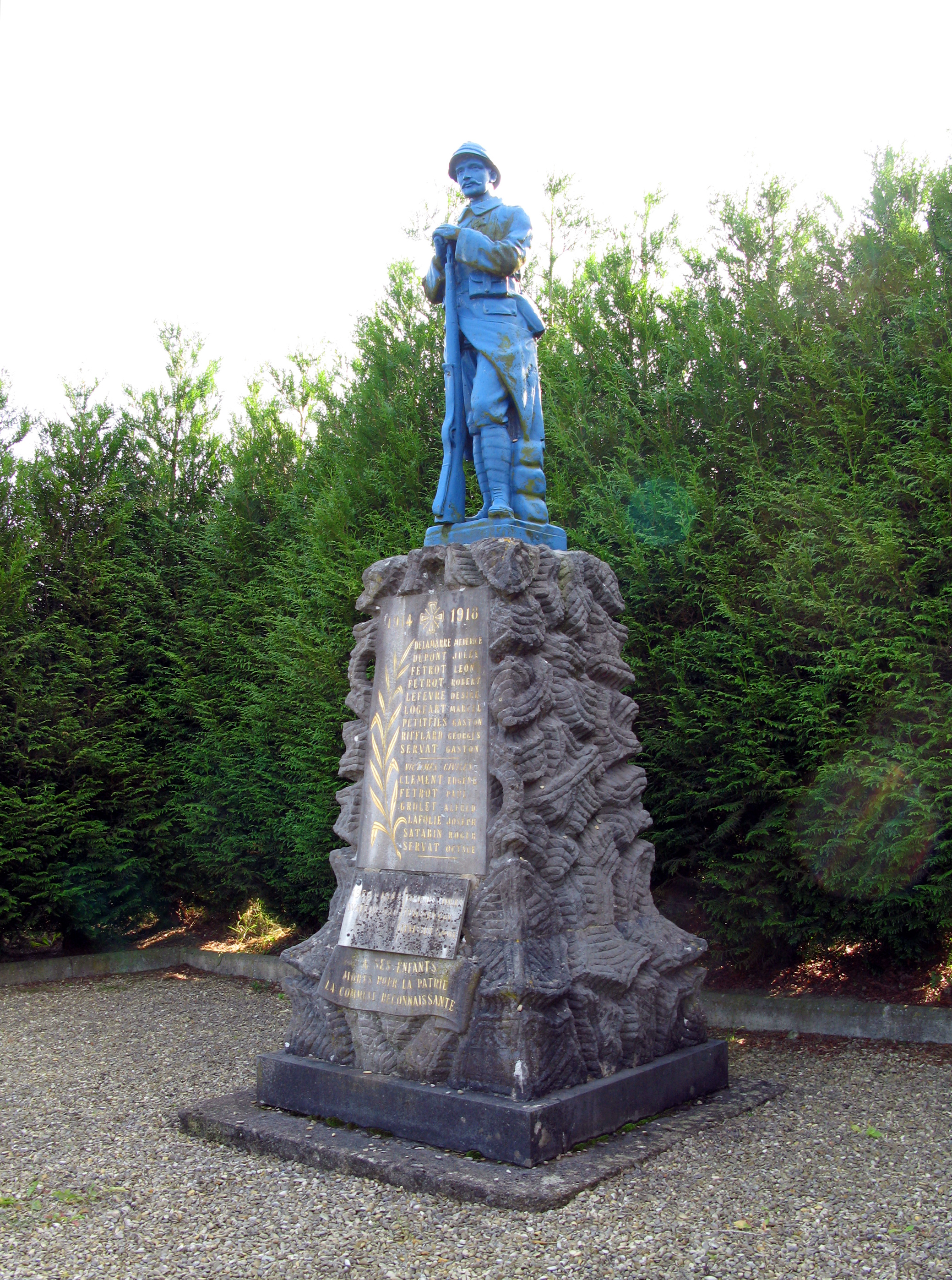
Памятник погибшим в Первой мировой войне
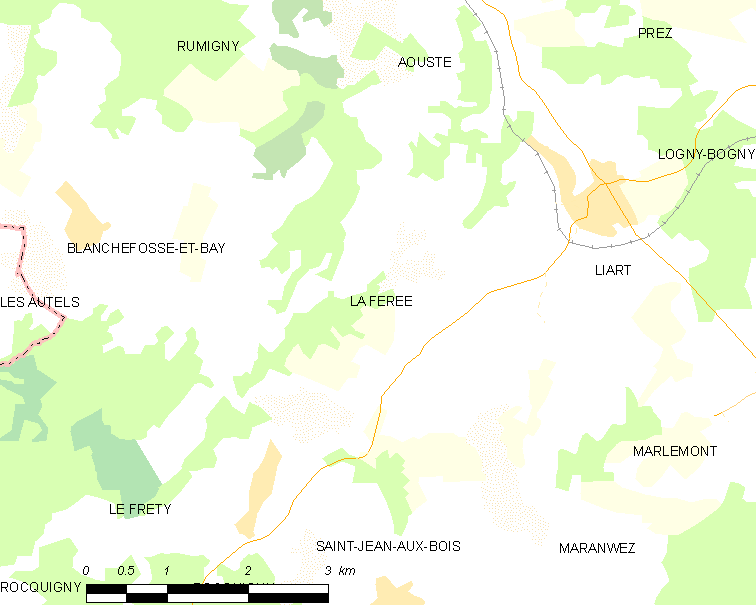
Карта коммуны